# Erik Verg
Erik Gustav Verg (* 3. Juni 1919 in Dorpat; † 9. Dezember 2005 in Hamburg) war ein deutscher Journalist und Buchautor.

## Werdegang
Verg wuchs in Dorpat, Wilna, Wesenberg und Reval auf, wo er sein Abitur machte. Im September 1939 wurde er mit seiner Familie in Folge des Hitler-Stalin-Pakts in das Deutsche Reich umgesiedelt.
Im Zweiten Weltkrieg wurde er bei der Spezialeinheit Brandenburg eingesetzt. Nach 1945 war Verg fast 40 Jahre lang aktiver Journalist, die meiste Zeit beim Hamburger Abendblatt.
Im März/April 1952 veröffentlichte der Stern die Serie Der grosse Schwindel von Verg und Kurt Zentner, die im Stile einer Skandalgeschichte mit der Entnazifizierung abrechnete.

## Veröffentlichungen
- Das Afrika der Afrikaner, Stuttgart 1960, S. 108.
- Halbmond und den Davidstern - Die arabische Welt und Israel, 1966
- Milestone: THE BAYER HISTORY 1863-1988
- mit Martin Verg, Das Abenteuer das Hamburg heißt - 2016